# ॶ
Cette page contient des caractères spéciaux ou non latins. S’ils s’affichent mal (▯, ?, etc.), consultez la page d’aide Unicode.
ॶ, transcrit ü et appelé oue, est une voyelle de l’alphasyllabaire devanagari.

## Utilisation
Le oue a été utilisé en cachemiri écrit en devanagari pour transcrire une voyelle fermée centrale non arrondie [ɨ].

## Représentations informatiques
| formes       | représentations | chaînes de caractères | points de code | descriptions                       |
| ------------ | --------------- | --------------------- | -------------- | ---------------------------------- |
| indépendante | ॶ               | ॶ                     | U+0976         | lettre devanagari oue              |
| dépendante   | ◌ॖ               | ◌ॖ                     | U+0956         | diacritique voyelle devanagari oue |